# Ginimar Hosur, Gokak
Ginimar Hosur là một làng thuộc tehsil Gokak, huyện Belgaum, bang Karnataka, Ấn Độ.